# Лоринг C.I
Лоринг C.I (шп. Loring C.I) је шпански ловачки авион. Први лет авиона је извршен 1927. године. 

Највећа брзина у хоризонталном лету је износила 255 km/h. Размах крила је био 12,00 метара а дужина 8,00 метара. Маса празног авиона је износила 1280 килограма а нормална полетна маса 1780 килограма.

## Наоружање
| Наоружање авиона: Лоринг       |     |
| Ватрено (стрељачко) наоружање  |     |
| Топ                            |     |
| Митраљез                       |     |
| Број и ознака митраљеза        | 2   |
| Калибар                        | 7,7 |
| Бомбардерско наоружање (бомбе) |     |
| Ракетно наоружање (ракете)     |     |